# Talgo I
Le Talgo I est un prototype de rame Diesel articulée et légère circulant sur les voies de la Renfe d'octobre 1942 à novembre 1945.
Destinée à valider la technique de train articulé léger mise au point par l'inventeur et ingénieur Alejandro Goicoechea, cette rame parcourt environ 3 000 km en marches d'essais sur la voie large du réseau espagnol ; les tests sont concluants et débouchent, cinq ans plus tard, sur la mise en circulation des premières rames commerciales Talgo.

## Naissance du concept
Alejandro Goicoechea, ingénieur basque, travaille depuis 1920 au chemin de fer de La Robla. Là, il mûrit le projet de construire un train léger (ce qui pour lui ne s'oppose pas à la solidité de la structure) et articulé (ce qui rend son déraillement difficile voire impossible et limite les risques de chevauchement des voitures en cas d'accident). La tradition veut que Goicoechea en ait eu l'idée en observant les voitures d'un manège dans un parc d'attractions.
Après la Guerre d'Espagne, Goicoechea s'installe à Madrid où il lui est plus facile de mener son projet à bien. C'est là qu'il réalise, à partir de ponts d'anciens camions russes, un train composé d'une succession de triangles avec un essieu et deux roues indépendantes comme base et le centre de l'essieu précédent comme sommet opposé. Le premier essai est effectué le 21 août 1941 entre Leganés et Villaverde ; la vitesse atteint 75 km/h, mais elle est limitée par la locomotive à vapeur qui tracte le dispositif. Les essais se poursuivent les jours suivants, notamment sur la section de voie tortueuse entre Madrid et Ségovie. Cette campagne de tests, couronnée de succès, démontre la justesse du principe de l'articulation. Le Talgo (Tren ALejandro GOicoechea  ou «Tren Articulado Ligero Goicoechea Omar») est né.

Principe de l'articulation du Talgo.

La Renfe, nouvellement créée, donne son accord à la réalisation d'un prototype. Goicoechea, qui peine à recueillir les fonds nécessaires, a alors la chance de rencontrer l'homme d'affaires José Luis Oriol pendant l'été 1942 ; celui-ci, acquis au principe de ce train, décide de s'impliquer financièrement. Goicoechea et lui fondent la Patentes Talgo SA au mois d'octobre de la même année ; sans modification de l'acronyme, Talgo signifie désormais Tren Articulado Ligero Goicoechea Oriol.

## Le prototype Talgo I
La rame prototype, dénommée Talgo I, se compose d'une motrice tractant sept voitures. Le carénage de la motrice et les caisses des voitures sont en aluminium, ce qui permet de réduire considrablement la charge à l'essieu ; elle s'établit aux environs de deux tonnes.

### Motrice

Évocation de la motrice Talgo I.

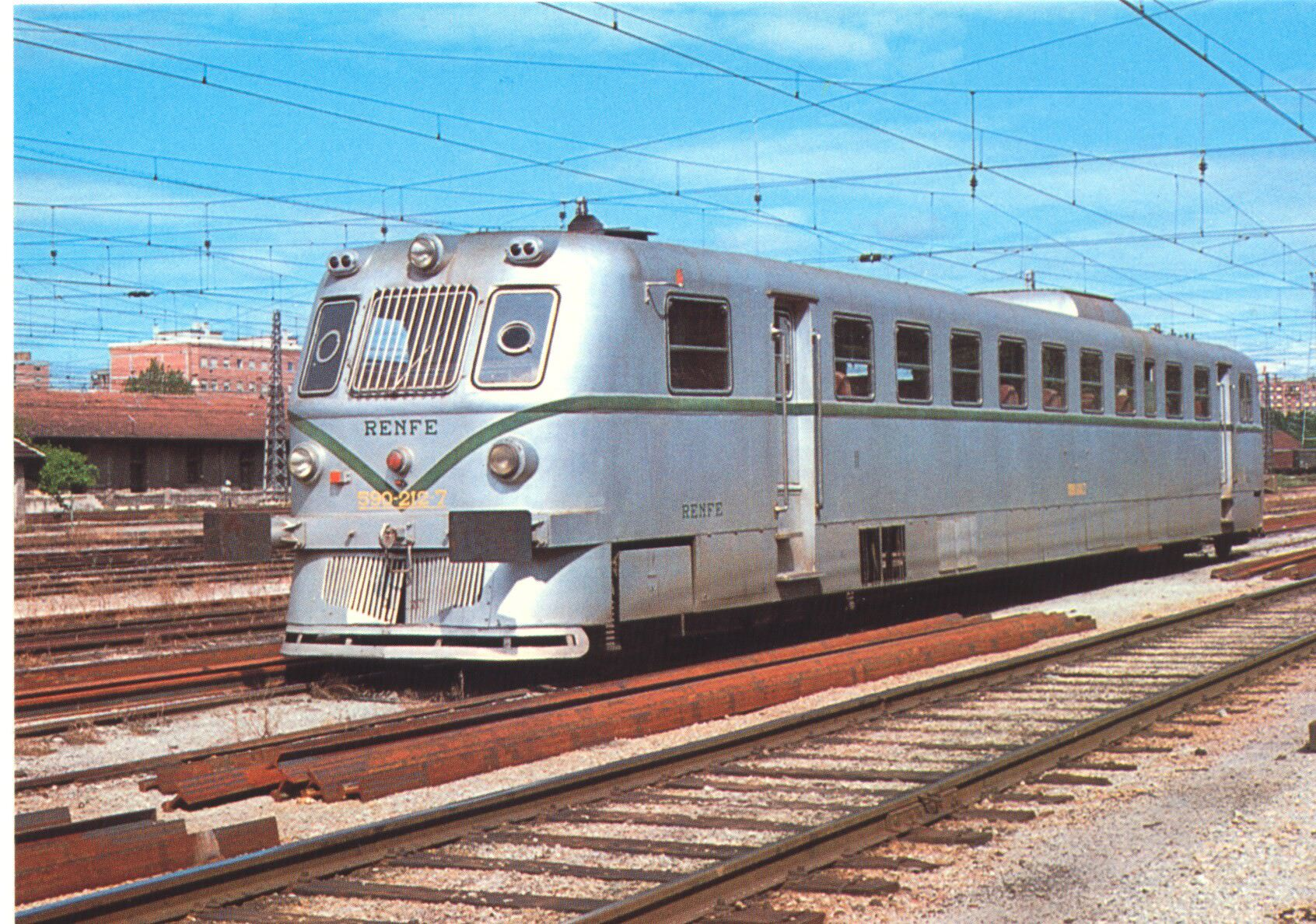
Autorail Ganz série 9209-9214.

La motrice est réalisée sur la base d'un autorail Ganz 9209-9214 d'une puissance de 202 kW. La réutilisation porte notamment sur l'ensemble moteur (Diesel, transmission mécanique, bogie) et les dispositifs de freinage de l'autorail, mis à disposition par la Renfe. La caisse avec son carénage particulier évoquant une baleine ou un requin est une conception Talgo. Elle mesure 7,210 m de long.
La société Babcock & Wilcox, de Bilbao, apporte son appui logistique à la construction de la motrice qui a lieu dans les ateliers Renfe de Valladolid.

### Rame
Elle se compose de sept voitures de longueurs et d'aménagements différents qui constituent chacune une structure tubulaire autoportante ; celle-ci se présente comme un réseau de tubes sur lequel est plaqué le revêtement de la caisse. Les quatre premières voitures suivant la motrice (un fourgon, deux voitures à six places sans porte, une voiture à six places avec portes) mesurent 4 m de long. Les deux suivantes, dont l'une avec portes et l'autre sans, accueillent huit passagers chacune et sont longues de 4,290 m. Une voiture-salon avec un bulbe panoramique, longue de 5,070 m, ferme le convoi.
La hauteur de la rame n'est qu'environ la moitié de celle des voitures classiques et, à l'intérieur, la hauteur sous plafond ne dépasse que rarement deux mètres, ce qui présente le double avantage de réduire la résistance à l'avancement et d'abaisser le centre de gravité, gage de stabilité. Le plancher des voitures, soutenu par des roues d'une diamètre de 800 mm, ne se trouve qu'à 0,630 m au-dessus des voies. L'intercirculation est totale entre les voitures, donnant à la rame l'aspect intérieur d'un long tube articulé qui lui vaut son surnom de « tren oruga » (train-chenille).
La construction est assurée par les ateliers Hijos de Juan Garay à Ognate.
Faute de disposer des plans de la rame, une reconstitution 3D de certaines voitures est réalisée en 2012 grâce au logiciel CATIA à partir des articles parus dans la presse et des photos d'époque.

## Carrière
Les essais commencent le 28 octobre 1942 en même temps que les brevets du Talgo sont déposés. Divers incidents émaillent les marches expérimentales, défaillance des roues, ruptures de suspension, qui sont à mettre sur le compte du statut de prototype de la rame, mais qui ne remettent pas en cause le concept de train articulé. La vitesse de 120 km/h est couramment atteinte, avec une pointe à 135 km/h en descente près d'Ávila.
Dans la nuit du 5 février 1944, la motrice est endommagée dans l'entrepôt de l'ancienne Compañía de los ferrocarriles de Madrid a Zaragoza y Alicante qui l'abrite, après un incendie officiellement accidentel, mais plus probablement d'origine criminelle. Le moteur n'est pas touché et, après une reconstruction partielle à Valladolid, la motrice peut reprendre du service fin avril entre Madrid et Aranjuez.
Lors de la dernière circulation, le 11 novembre 1945, une roue est gravement endommagée au passage d'un aiguillage, sans provoquer de déraillement : la rame expérimentale, qui n'a pas été construite pour une utilisation prolongée, arrive en fin de vie au bout de ces 3 000 km d'essais. Le principe en lui-même est parfaitement transposable sur le plan industriel et commercial et, cinq ans plus tard, le Talgo II remorqué par les locomotives américaines de la série 250 entre en service. Les contacts avec les fabricants américains sont d'ailleurs pris avant la fin des essais du Talgo I.
Le Talgo I, propriété de la société Patentes Talgo qui finance les essais, n'a jamais assuré de service commercial ; en outre, l'application du principe du Talgo à un train de marchandises ne semble jamais avoir été envisagé. Enfin, dès 1944, des techniciens souhaitaient l'extension des essais sur des voies à écartement standard ou métrique.